# 100 выдающихся сербов по версии Сербской академии наук и искусств
100 выдающихся сербов (серб. кир. 100 најзнаменитијих Срба) — произведение, содержащее биографии самых выдающихся сербов, список которых был составлен комитетом академиков Сербской академии наук и искусств. Членами комитета были Сава Вукович, Павле Ивич, Драгослав Срейович, Деян Медакович, Драгомир Виторович, Звонимир Костич, Василие Крестич, Мирослав Пантич и Даница Петрович. Впервые книгу опубликовали в 1993 году, в 2001 году она была переиздана.
У комитета возникли вопросы по включению Милана Недича и Драголюба Михайловича, сотрудничавших со странами Оси во время Второй мировой войны. Генеральный секретарь академии Деян Медакович просил включить в список Недича, поскольку считал, что его правительство спасло население страны. В итоге из двоих только Недич был включен в окончательный список.
В 2019 году был издан отличающийся от академического список знаменитых сербов, подготовленный Родиславом Чолаковичем «Сербы ума, мастерства и таланта: 100 выдающихся сербов».

## Список сербов
В книге описаны биографии следующих сербов:
| Номер | Изображение | Имя                        | Годы жизни  | Описание                                                                                |
| ----- | ----------- | -------------------------- | ----------- | --------------------------------------------------------------------------------------- |
| 1     |             | Стефан Неманя              | 1113—1199   | Великий жупан Рашки, основатель династии Неманичей                                      |
| 2     |             | Стефан Первовенчанный      | 1166—1228   | Жупан Рашки и первый сербский король из династии Неманичей                              |
| 3     |             | Савва I Сербский           | 1169—1236   | Первый архиепископ автокефальной Сербской православной церкви                           |
| 4     |             | Доментиан                  | 1210—1264   | Писатель, ученик святого Саввы                                                          |
| 5     |             | Стефан Урош II Милутин     | 1253—1321   | Король Сербии                                                                           |
| 6     |             | Феодосий Хиландарец        | 1246—1328   | Священнослужитель                                                                       |
| 7     |             | Даниил II                  | 1270—1337   | Святой Сербской православной церкви                                                     |
| 8     |             | Стефан Урош IV Душан       | 1308—1355   | Создатель Сербского царства                                                             |
| 9     |             | Лазарь Хребелянович        | 1329—1389   | Правитель Сербии, святой Сербской православной церкви                                   |
| 10    |             | Милош Обилич               | 1350—1389   | Сербский рыцарь, возможный убийца султана Мурада I                                      |
| 11    |             | Ефимия                     | 1349—1405   | Первая поэтесса в истории сербской литературы                                           |
| 12    |             | Марко Мрнявчевич           | 1335—1395   | Последний правитель Прилепского королевства в западной Македонии                        |
| 13    |             | Стефан Лазаревич           | 1374—1427   | Князь Сербии                                                                            |
| 14    |             | Стефан Серб                | XIV—XV вв.  | Сербский монах                                                                          |
| 15    |             | Георгий Бранкович          | 1377—1457   | Правитель Сербии                                                                        |
| 16    |             | Макарий Соколович          | 1377—1456   | Первый сербский патриарх Печского патриархата                                           |
| 17    |             | Иван Гундулич              | 1589—1638   | Наиболее известный дубровницкий поэт эпохи барокко                                      |
| 18    |             | Арсений III Черноевич      | 1633—1706   | Патриарх Сербский                                                                       |
| 19    |             | Павел Ненадович            | 1703—1768   | Митрополит Карловацкий                                                                  |
| 20    |             | Руджер Бошкович            | 1711—1787   | Ученый, священник-иезуит                                                                |
| 21    |             | Доситей Обрадович          | 1742—1811   | Просветитель и реформатор в период Первого сербского восстания против Османской империи |
| 22    |             | Пётр I Петрович            | 1748—1830   | Митрополит и владыка Черногории                                                         |
| 23    |             | Стефан Стратимирович       | 1757—1836   | Патриарх Карловацкий                                                                    |
| 24    |             | Карагеоргий                | 1768—1817   | Руководитель первого сербского восстания, основатель династии Карагеоргиевичей          |
| 25    |             | Филип Вишнич               | 1767—1834   | Сербский эпический поэт и гусляр                                                        |
| 26    |             | Матфей Ненадович           | 1777—1854   | Военачальник времён первого сербского восстания                                         |
| 27    |             | Велько Петрович            | 1780—1813   | Один из лидеров и предводителей первого сербского восстания                             |
| 28    |             | Милош Обренович            | 1780—1860   | Князь Сербии, основатель династии Обреновичей                                           |
| 29    |             | Вук Караджич               | 1787—1864   | Лингвист, педагог, реформатор сербского литературного языка                             |
| 30    |             | Константин Данил           | 1798—1873   | Художник                                                                                |
| 31    |             | Йован Стерия-Попович       | 1806—1856   | Основатель сербской драматургии                                                         |
| 32    |             | Илия Гарашанин             | 1812—1874   | Президент Министерства Сербии                                                           |
| 33    |             | Пётр II Петрович           | 1813—1851   | Владыка Черногории, митрополит Черногорский и Бердский                                  |
| 34    |             | Йосиф Панчич               | 1814—1888   | Первый президент Сербской королевской академии                                          |
| 35    |             | Михаил Обренович           | 1823—1868   | Князь Сербии                                                                            |
| 36    |             | Бранко Радичевич           | 1824—1853   | Поэт                                                                                    |
| 37    |             | Джуро Даничич              | 1825—1882   | Филолог                                                                                 |
| 38    |             | Светозар Милетич           | 1826—1901   | Писатель, юрист                                                                         |
| 39    |             | Йован Ристич               | 1831—1899   | Премьер-министр Сербии                                                                  |
| 40    |             | Корнелий Станкович         | 1831—1865   | Композитор, дирижер                                                                     |
| 41    |             | Архимандрит Иларион        | 1832—1905   | Священнослужитель Сербской православной церкви                                          |
| 42    |             | Джура Якшич                | 1832—1878   | Представитель романтизма в сербской живописи                                            |
| 43    |             | Йован Йованович-Змай       | 1833—1904   | Поэт и переводчик                                                                       |
| 44    |             | Бальтазар Богишич          | 1834—1904   | Юрист, социолог и этнограф, один из пионеров социологии права                           |
| 45    |             | Никола I Петрович          | 1841—1921   | Первый и единственный король Черногории из династии Петровичей-Негошей                  |
| 46    |             | Лаза Костич                | 1841—1910   | Писатель и поэт                                                                         |
| 47    |             | Стоян Новакович            | 1842—1915   | Министр просвещения Сербии                                                              |
| 48    |             | Пётр I Карагеоргиевич      | 1844—1921   | Первый сербский король из династии Карагеоргиевичей                                     |
| 49    |             | Владан Джорджевич          | 1844—1930   | Основатель сербского медицинского общества                                              |
| 50    |             | Никола Пашич               | 1845—1926   | Премьер-министр Сербии, мэр Белграда                                                    |
| 51    |             | Епископ Никодим            | 1845—1915   | Священноисповедник СПЦ                                                                  |
| 52    |             | Светозар Маркович          | 1846—1875   | Журналист и политик                                                                     |
| 53    |             | Сима Лозанич               | 1846—1935   | Президент Сербской королевской академии наук и искусств                                 |
| 54    |             | Радомир Путник             | 1847—1917   | Начальник Генерального штаба Сербии во время Балканских войн и Первой мировой войны     |
| 55    |             | Джордже Крстич             | 1851—1907   | Художник-реалист                                                                        |
| 56    |             | Лаза Лазаревич             | 1851—1890/1 | Писатель                                                                                |
| 57    |             | Симо Матавуль              | 1852—1908   | Писатель-реалист                                                                        |
| 58    |             | Пера Добринович            | 1853—1923   | Актёр театра                                                                            |
| 59    |             | Милан I Обренович          | 1854—1901   | Король Сербии                                                                           |
| 60    |             | Михаил Пупин               | 1858—1935   | Физик и физхимик                                                                        |
| 61    |             | Живоин Мишич               | 1855—1921   | Военачальник                                                                            |
| 62    |             | Стеван Сремац              | 1855—1906   | Писатель-беллетрист                                                                     |
| 63    |             | Степа Степанович           | 1856—1929   | Полководец                                                                              |
| 64    |             | Йован Жуёвич               | 1856—1936   | Учёный                                                                                  |
| 65    |             | Стеван Мокраняц            | 1856—1914   | Композитор                                                                              |
| 66    |             | Никола Тесла               | 1856—1943   | Инженер и физик                                                                         |
| 67    |             | Павел Йованович            | 1859—1957   | Художник                                                                                |
| 68    |             | Воислав Илич               | 1862—1894   | Поэт и критик                                                                           |
| 69    |             | Любомир Стоянович          | 1860—1930   | Филолог и политический деятель                                                          |
| 70    |             | Богдан Попович             | 1863—1944   | Литературный критик                                                                     |
| 71    |             | Бранислав Нушич            | 1864—1938   | Писатель и драматург                                                                    |
| 72    |             | Йован Цвийич               | 1865—1927   | Председатель Сербской королевской академии и ректор Белградского университета           |
| 73    |             | Михаило Петрович           | 1868—1943   | Математик и изобретатель                                                                |
| 74    |             | Павле Попович              | 1868—1939   | Литературный критик и историк                                                           |
| 75    |             | Слободан Йованович         | 1869—1958   | Юрист и историк                                                                         |
| 76    |             | Милое Васич                | 1869—1956   | Археолог и профессор Белградского университета                                          |
| 77    |             | Йован Дучич                | 1871—1943   | Поэт и дипломат                                                                         |
| 78    |             | Радое Доманович            | 1873—1908   | Писатель-сатирик                                                                        |
| 79    |             | Надежда Петрович           | 1873—1915   | Художница                                                                               |
| 80    |             | Бранислав Петронижевич     | 1875—1954   | Философ и математик                                                                     |
| 81    |             | Борисав Станкович          | 1876—1927   | Писатель и драматург                                                                    |
| 82    |             | Милан Ракич                | 1876—1938   | Поэт и дипломат                                                                         |
| 83    |             | Александр Белич            | 1876—1960   | Председатель Сербской академии наук и искусств                                          |
| 84    |             | Милан Недич                | 1877—1946   | Премьер-министр Правительства национального спасения                                    |
| 85    |             | Исидора Секулич            | 1877—1958   | Первая женщина-академик Сербской академии наук и искусств                               |
| 86    |             | Петар Кочич                | 1877—1916   | Писатель и драматург                                                                    |
| 87    |             | Йован Скерлич              | 1877—1914   | Литературовед и критик                                                                  |
| 88    |             | Милутин Миланкович         | 1879—1958   | Инженер, геофизик и климатолог                                                          |
| 89    |             | Епископ Николай            | 1880—1956   | Архиерей Сербской православной церкви                                                   |
| 90    |             | Петар Конёвич              | 1883—1970   | Один из основоположников сербской композиторской школы                                  |
| 91    |             | Владимир Чорович           | 1885—1941   | Один из ведущих сербских историков XX века                                              |
| 92    |             | Стеван Христич             | 1885—1958   | Композитор и дирижёр                                                                    |
| 93    |             | Йован Биелич               | 1884—1964   | Живописец и иллюстратор                                                                 |
| 94    |             | Александр I Карагеоргиевич | 1888—1934   | Король Югославии                                                                        |
| 95    |             | Петар Добрович             | 1890—1942   | Художник и политик                                                                      |
| 96    |             | Иво Андрич                 | 1892—1975   | Единственный югославский писатель, удостоенный Нобелевской премии в области литературы  |
| 97    |             | Милош Црнянский            | 1893—1977   | Поэт и прозаик                                                                          |
| 98    |             | Сава Шуманович             | 1896—1942   | Художник                                                                                |
| 99    |             | Меша Селимович             | 1910—1982   | Писатель                                                                                |
| 100   |             | Васко Попа                 | 1922—1991   | Поэт                                                                                    |